# Romolo Catasta
Romolo Catasta (* 26. März 1923 in Rom; † 17. März 1985 in Wien) war ein italienisch-österreichischer Ruderer, der 1948 Olympiadritter im Einer war.

## Karriere
Der für den Ersten Wiener Ruderclub und für den römischen Verein Circolo Canottieri Aniene rudernde Romolo Catasta trat 1947 bei den in Luzern ausgetragenen Europameisterschaften an und belegte den vierten Platz hinter dem Franzosen Jean Séphériadès, Ben Piessens aus Belgien und Hans Jakob Keller aus der Schweiz.
Bei den Olympischen Spielen 1948 in London gewann Catasta seinen Vorlauf vor dem Griechen Faidon Matthaiou und hatte als Vorlaufsieger das Halbfinale erreicht. Dort waren der Argentinier Tranquilo Capozzo sowie der Südafrikaner Ian Stephen seine Kontrahenten. Catasta rückte als Halbfinalsieger ins Finale auf und traf dort auf den Uruguayer Eduardo Risso und den Australier Mervyn Wood. Das Finale auf der Themse war dann eine recht eindeutige Sache. Wood gewann mit 14 Sekunden vor Risso, der seinerseits ungefähr den gleichen Vorsprung auf Catasta hatte.
Romolo Catasta gewann 1947 die italienische Meisterschaft im Einer. 1949 nahm er die österreichische Staatsbürgerschaft an und wurde noch dreimal österreichischer Meister im Einer.